# Filosofía de la aritmética (1891)
Filosofía de la aritmética. Investigaciones lógicas y psicológicas (Philosophie der Arithmetik. Psychologische und logische Untersuchungen) es un libro de Edmund Husserl de 1891.

## Introducción
El libro trata, principalmente, dos problemas fundamentales: por un lado, versa sobre el desarrollo lógico y psicológico del concepto de número entero positivo a través de la actividad de contar; y, por otro, pretende aclarar el concepto de conjunto (Menge) dentro de las matemáticas. Filosofía de la aritmética parte en buena medida de los análisis matemáticos realizados por Weierstraß (el maestro de Husserl en Berlín) y del trabajo filosófico de Franz Brentano. Del primero, Husserl retoma la idea de que la aritmética es la base de todas las disciplinas matemáticas y la de que el concepto de número entero (cardinal) es un concepto “primitivo” o “primario” de la aritmética; de Brentano, por su parte, Husserl retoma múltiples conceptos de "psicología empírica", los cuales usa como instrumental analítico para su propio trabajo filosófico sobre la aritmética.

## El camino de la filosofía de la aritmética: análisis lógico y psicológico
Las cuestiones que presenta Filosofía de la aritmética se abren en dos perspectivas: primero se parte de los aspectos "psicológicos" de la experiencia (Erfahrung) matemática, con la pregunta por el “origen” psicológico de los números, los símbolos, etc. − tratando con ello de resaltar el modo de darse intuitivo de los mismos −, y en segundo lugar se investiga el aspecto "lógico" de esta misma experiencia matemática, es decir, se pregunta por la fundación objetiva del concepto de número.
Lo anterior significa, esencialmente, que Husserl plantea una distinción fundamental entre lo material y lo formal o, dicho de otro modo, entre representaciones auténticas o intuitivas (lo que una representación contiene) y representaciones inauténticas o simbólicas (lo que una representación significa). La cuestión de fondo es que Husserl, al comenzar por describir intuitivamente los conceptos matemáticos y geométricos de pluralidad, unidad y número basado sólo en actos subjetivos concretos, da a entender que permanece en el plano psicológico; empero, este plano es sólo el inicio para un desarrollo ulterior donde se añadirá una fundamentación objetiva sustituyendo los conceptos auténticos por los inauténticos. Con más exactitud, el contenido de una representación (geométrica, aritmética, etc.) se torna accesible primero como fenómeno psicológico (incluso individual) pero después deriva en un sistema (objetivo y formal), lo que trae consigo un análisis lógico-deductivo cuyo interés es la fundamentación de una arithmetica universalis que se funda a su vez sobre una arithmetica numerosa. Pero ¿qué es número según Husserl?

## El concepto de número natural (Zahl)
La respuesta de Husserl es que, salvo el uno, los números naturales sólo se predican de conjuntos de objetos, y sólo se predican de lo colectivo porque están compuestos de partes numerables; por ejemplo, predicamos de cierto “conjunto de naranjas” que tiene siete elementos y no que “una naranja es siete”. Además, a juicio de Husserl la relación entre los números también es “temporal”: prueba de ello es la “sucesión” y la “simultaneidad” con que se nos dan, siendo entonces la sucesión del tiempo un requisito imprescindible para la formación de los conceptos numéricos, como es también su irrepetibilidad, pues ella nos permite diferenciar entre un número y otro; mejor aún, es la irrepetibilidad de un número, cree Husserl, un criterio para sostener la posibilidad de la individuación de un número. Por ejemplo, en una adición como 3 + 3, cada número natural (tres) tendría que ser diferente para poder distinguirse: de lo contrario, la suma no sería “seis” sino “tres”.
La indagación husserliana no termina aquí, pues para el filósofo moravo es claro que la pluralidad o los conjuntos son un género cuyo dominio son los números. Esto explicaría por qué al ver una noche estrellada puedo notar que no contempló una sola estrella sino múltiples estrellas, pero como dadas en un solo acto de percepción. Justo por ello, Husserl se pregunta: « ¿cómo es posible explicar en sí mismo el notable hecho de que el mismo contenido nos aparece ahora como “uno” (eines) y en otra ocasión como “múltiple” o “mucho”  (vieles) […]?»

## El concepto de conjunto (Menge)
El núcleo de la argumentación de Husserl sobre un conjunto es que éste no es una mera y simple suma de sus miembros, sino que está constituido por una conexión interna o enlace colectivo (kollektive Verbindung). El “enlace colectivo” es un acto psíquico complejo cuyo contenido es precisamente la representación de la multiplicidad de esos contenidos, por ello nos permite aprehender tanto el “destacamiento” como la representación de los contenidos lógicos de los conjuntos y de las representaciones numéricas.
Lo anterior lleva a Husserl a distinguir entre conjuntos finitos o sensibles y conjuntos infinitos o categoriales. Los conjuntos finitos se sitúan al nivel de la percepción sensible y los constituimos del siguiente modo: cuando vemos una parvada de golondrinas cruzar el horizonte “atendemos” a alguna de ellas; éstas, en cuanto miembros “atendidos”, están en relación de “fusión” (verschmolzen) con los otros miembros no-aprehendidos: las otras golondrinas que no pudimos “atender”. Dicha fusión supone lo que Husserl llama “cuasi-cualidades” (cualidad sensible de orden superior), que no son otra cosa más que características sensibles inherentes al conjunto y que mediante una “asociación” que parte de los miembros atendidos y se extiende a los no-atendidos nos permite aprehenderlo como tal, como un conjunto.
Pero existen otro tipo de conjuntos que también son analizados en Filosofía de la aritmética y que, a juicio de Husserl, merecen un énfasis especial, puesto que tienen una extensión más amplia que los sensibles. Son conjuntos integrados por cientos, miles o quizás millones de miembros. Tales conjuntos, a los cuales nuestra percepción de conjunto no tiende de modo directo, son producto de la idealización o categorización; a estos los denomina Husserl, “conjuntos infinitos” (unendliche Mengen). De hecho « el conjunto de la serie numérica de los números naturales en extensión simbólica es infinito […]», es el conjunto infinito por antonomasia.
Las preguntas que surgen ahora son: 
- ¿Cómo es que llegamos a estos conceptos simbólicos infinitos?

- ¿Qué constituye su contenido psicológico y lógico?

Husserl responderá que para la “aprehensión” de un conjunto infinito se da un paso similar al dado con los conjuntos sensibles. Ya que no podemos “intuir” sensiblemente (y menos representarnos simultáneamente) toda la serie numérica o cualquier conjunto “infinito”, partimos de la constitución o formación de algunos miembros de dicho conjunto (este es el paso psicológico) para continuar con una construcción simbólica de tal conjunto que constantemente se estará expandiendo o iterando (este es el paso lógico).

## Conclusión
La Filosofía de la aritmética muestra el profundo conocimiento del Zeitgeist que en aquel entonces se respiraba, a saber, el intento por fundamentar el edificio de las matemáticas: primero Cantor, luego Hilbert y por último Gödel, todos ellos interlocutores del fundador de la fenomenología. Husserl mismo contribuyó con su Filosofía de la aritmética, texto que ya cargaba fuertes consideraciones filosóficas que se tornarían más visibles con la publicación en 1900-1901 de las Investigaciones lógicas (Logische Untersuchungen), cuyos planteamientos, en algunos casos, retoman lo dicho en Filosofía de la aritmética (véase la tercera investigación lógica) y en otros los rechaza (el primer capítulo de la quinta investigación lógica). De cualquier modo, es evidente que con este texto Husserl abriría paso a uno de los proyectos más importantes del siglo XX: la fenomenología trascendental.